# 松本市旧司祭館
松本市旧司祭館（まつもとしきゅうしさいかん）は、長野県松本市に残る明治時代の洋式住宅で、長野県内に現存する最古の西洋館。
松本市立博物館の分館。

## 概要
フランス人の神父・クレマンにより1889年（明治22年）にカトリック松本教会の宣教師用住居として、松本城内三の丸三の丸の大名屋敷があった地蔵清水に建設され、テレジア幼稚園の庭にあった。松本城北側の街路拡幅事業にともない、1991年に現在の旧開智学校の隣地にか移築復元される。
アーリー・アメリカン様式を備えた下見板張りの西洋館で、各部屋には暖炉があり、1・2階ともにベランダを備えている。1994年3月の松本市重要文化財指定を経て、2005年3月28日には「松本市旧司祭館」として県宝の指定を受けた。
ギュスターブ・セスラン（Gustave Cesselin）神父が明治34年から27年の歳月を費やし、日本で初の日仏辞典を編纂した場所でもある。

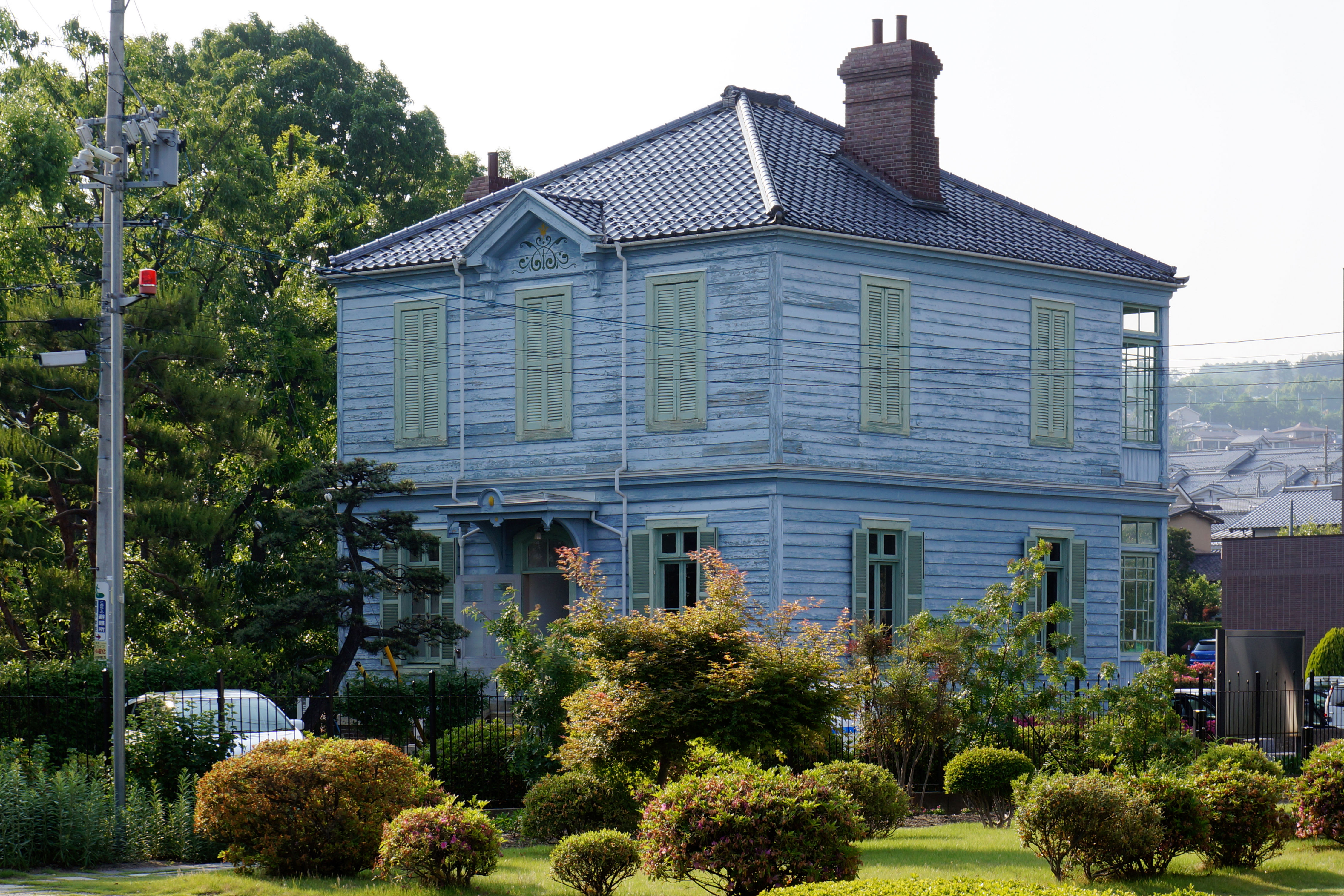
南東側外観
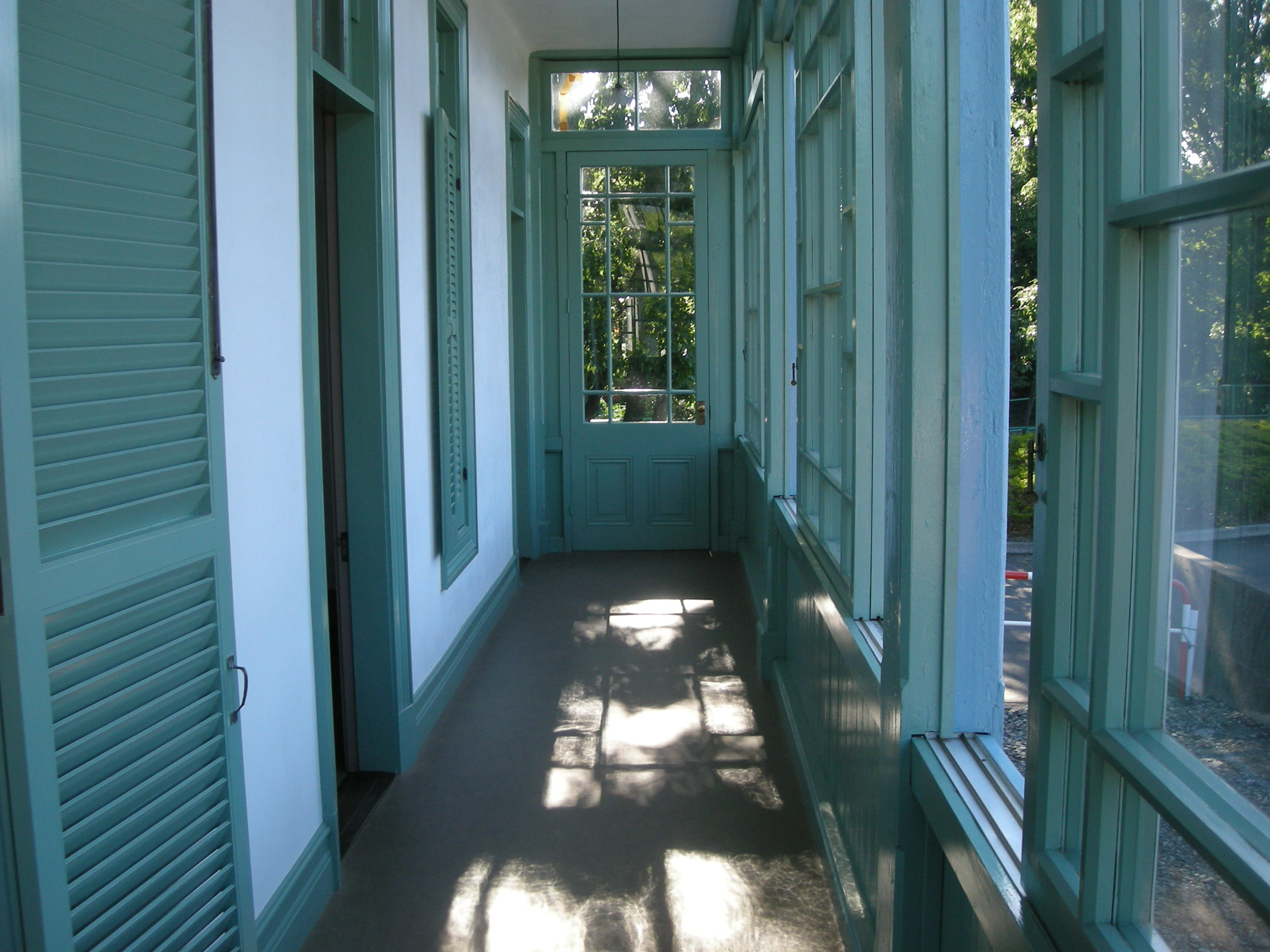
1階ベランダ
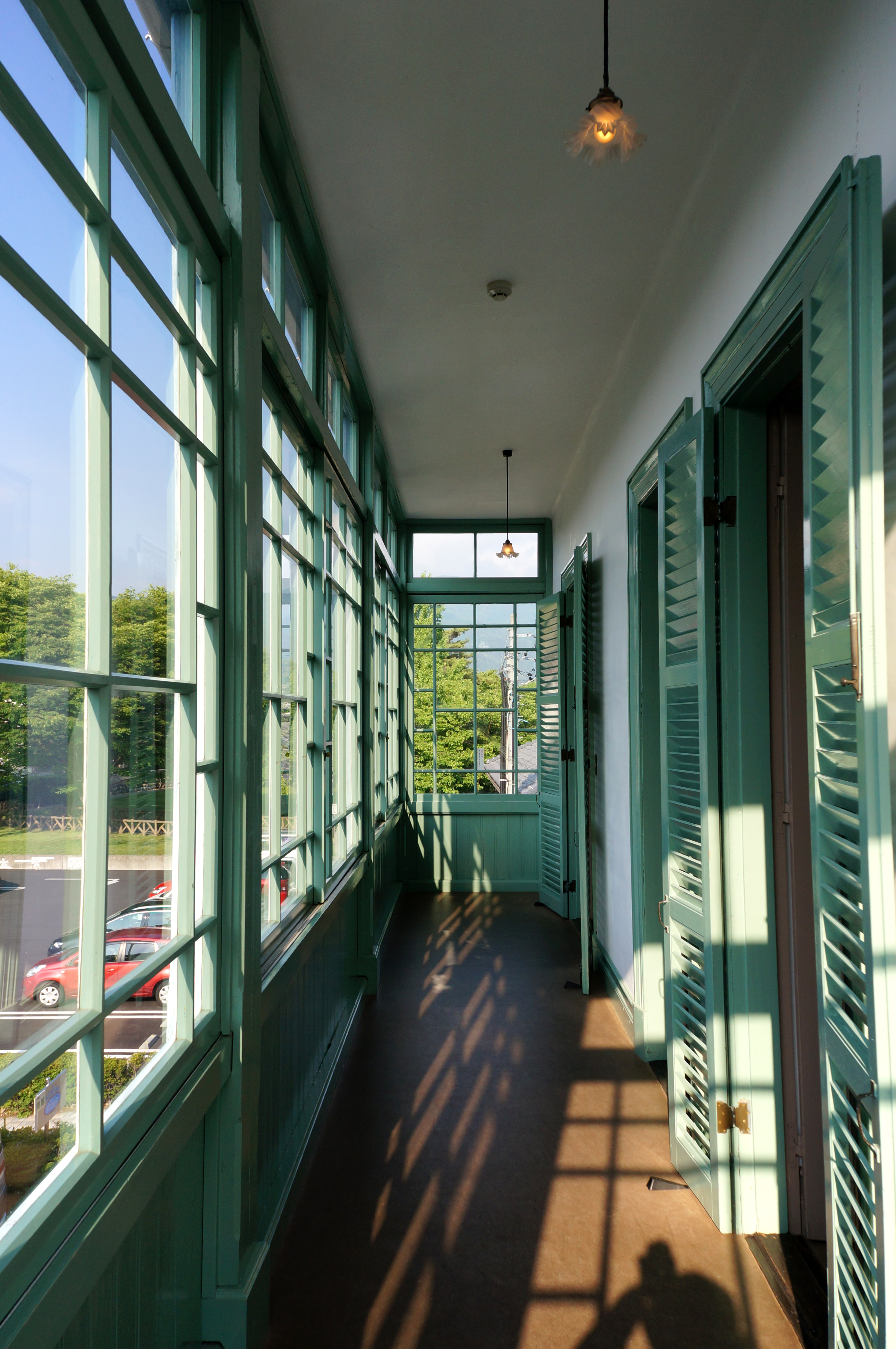
2階ベランダ
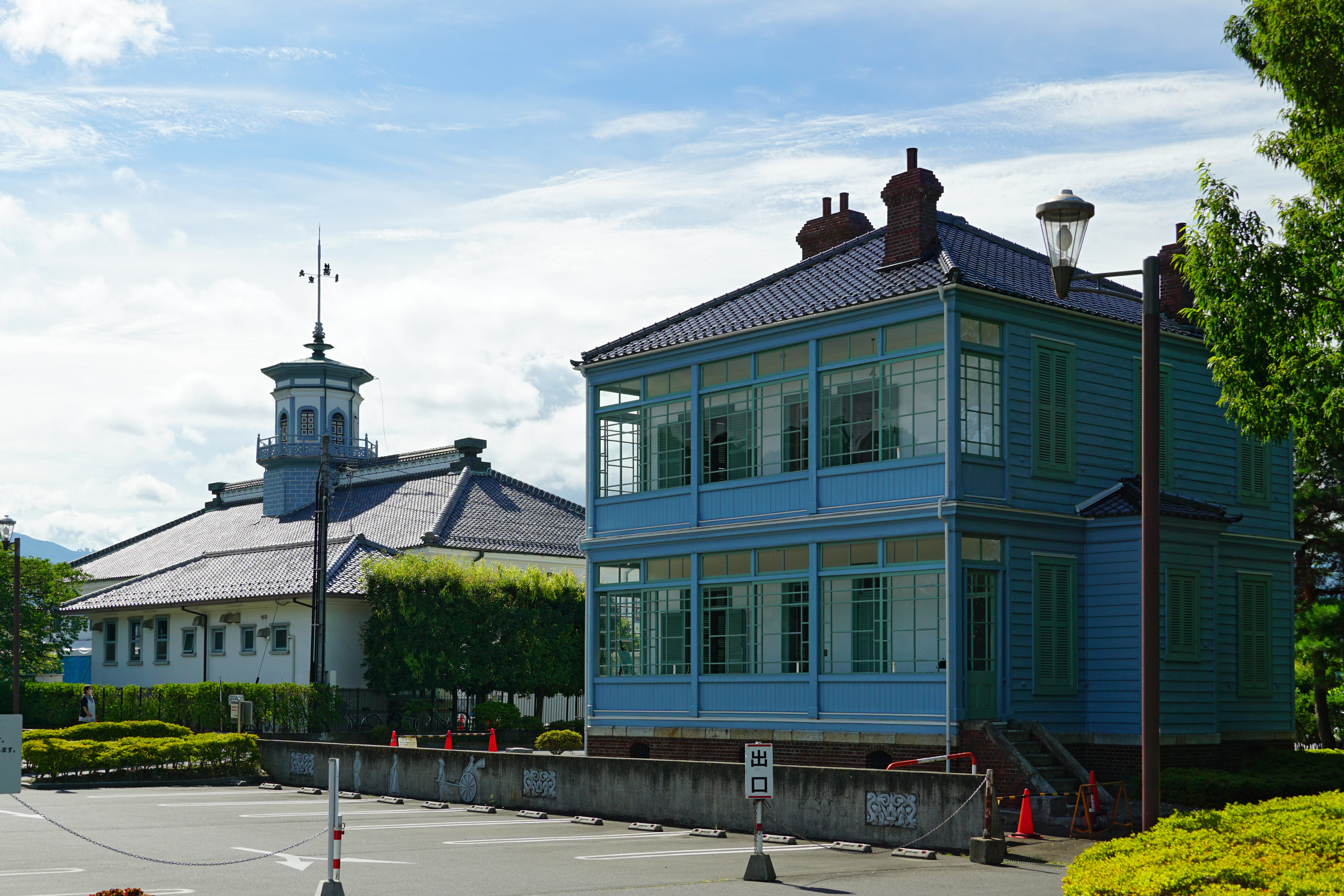
旧司祭館と旧開智学校